# Papež Inocenc II.
Inocenc II., papež Rimskokatoliške cerkve; * kot Gregorio Papareschi 11. stoletje Rim (Papeška država, Sveto rimsko cesarstvo); † 24. september 1143 Rim ( Papeška država, Italija, Sveto rimsko cesarstvo).

## Življenjepis

### Kardinali izvolijo dva papeža 1130
Ko je Honorij II. še umiral, je gospodarsko zelo vplivna rimska rodovina Pjerleonejevih – ki so bili sicer judovskega porekla pa so se pokristjanili – uporabila vsa sredstva, da bi postavila kardinala Petra Leoneja za papeža. Kakor hitro je papež zatisnil oči, je večina kardinalov – kamor jih je v njihovo zastraženo palačo zbral Frangipani – izvolila pobožnega in učenega kardinala Gregorja Papareschi-ja za papeža Inocenca II. in sicer že 14. februarja 1130 ob devetih zjutraj. Nasprotna stranka pa ni zamujala, ampak je še istega dne popoldne nekaj kardinalov in podkupljeno ljudstvo oklicalo za papeža Petra Leone-ja pod imenom Anaklet II.. 

Gregorja je izvolilo za papeža 16 kardinalov. On je bil prej benediktinski opat. ter regularni kanonik v Lateranu, diakon pri S. Angelo in Pescheria.
Od 1118 je bil dekan kardinalskega zbora. 20 kardinalov pa je nekaj ur pozneje izvolilo za papeža Petra: v Cerkvi je nastal razdor. 

Ko je Inocenc opazil nemire, se je že petega dne hotel odpovedati papeštvu; kardinali pa so ga najprej prosili, naj ostane; nato so mu v primeru odstopa zagrozili z izobčenjem. Niso namreč hoteli sprejeti posvetnega, celo razuzdanega Petra. Inocencijev položaj pa je postal v prekucuškem mestu tako negotov, da se je zatekel k francoskemu kralju – kjer je našel zavetje, podobno kot že pet njegovih prednikov. Tedaj je Anaklet II. zasedel baziliko sv. Petra, Lateran z zakladnico in prisilil celo ponosne Frangepane, da ga priznajo.

### Bernard je podprl Inocenca
Francoski kralj Ludvik VI. se je skupaj s škofi, ki so zasedali 1130 v Étampesu, v tej zmedi obrnil na že tedaj spoštovanega Bernarda in mu zaupal odločitev o tem, kateri papež je pravi. Čeprav se je obotavljal in trepetal pred nehvaležno vlogo, je vendar po nagovarjanju od vseh strani, sprejel nelahko nalogo. Najprej se je posvetoval  z magdeburškim nadškofom Norbertom. Temeljito sta preučila potek volitev, vrstni red, nato zasluge izvoljenih in na temelju vsega prišla do sklepa, da se mora Cerkev pridružiti Inocencu. Značilno je, kar je Bernard zapisal o kočljivi zadevi v nekem pismu:  
 »Če je vse to, kar govorijo o Anakletu II., res, potemtakem ta človek ne samo da ne more biti glavar Cerkve, ampak niti dušni pastir kake hribovske vasice. Če pa to ni res, je tudi tedaj primerno, da se ne odlikuje cerkveni poglavar le po svetem življenju, ampak tudi po neomadeževanem dobrem imenu.
Po Bernardovi odločitvi so sprejeli Inocenca za papeža v Franciji, kjer je posvetil novo klinijsko baziliko. Priznali so ga tudi v Nemčiji, Španiji, Angliji in na Madžarskem; Anakletu je ostal zvest do nadaljnjega le Rim in Milano.
Zadeva pa je naletela na hude odpore. V Liégu se je Bernard srečal z angleškim kraljem, ki se je dolgo obotavljal priznati zakonitega papeža, češ da mu vest ne dovoli. Na to mu je svetnik drzno odgovoril: »Veličanstvo naj skrbijo tisti njihovi grehi, za katere bo moralo odgovarjati pred Bogom. Tega enega pa jaz vzamem na svojo vest.« In kralj se je vdal.
Še večji uspeh je požel z akvitanijskim vojvodom Viljemom. Ta velikanski, divjaški in prepirljivi človek je držal s protipapežem. Bernard mu je zaman pihal na dušo. Nekoč je vojvoda prisostvoval slovesni maši; po povzdigovanju je Bernard v povzdignjene roke vzel Najsvetejše, krenil proti vojvodu in govoril takole: »Mi, Božji služabniki, smo te zaman prosili; nisi se nam uklonil. Sedaj se ti bliža sam glavar Cerkve in tvoj Gospod, sodnik, pred čigar imenom se pripogne vsako koleno v nebesih, na zemlji in pod zemljo. V njegove roke bo nekoč prišla tudi tvoja duša. Ali se ga upaš zavreči tako, kakor si delal z njegovimi služabniki?« Navzočim je zaledenela kri v žilah. Vojvoda je prebledel, zatrepetal in se nezavesten zgrudil na zemljo. Bernard se ga je dotaknil in ko se je ovedel, je storil po Bernardovi želji. 38 leten se je odpovedal prestolu in začel spokorno življenje. 

Trikrat se je napotil Bernard v Italijo mirit sprte kneze in mesta. Posrečilo se mu je, da je uvedel papeža Inocenca v Rim, k svetemu Petru. Ko je po Anakletovi smrti njegova stranka izvolila novega protipapeža in sicer Viktorja IV., ga je Bernard nagovoril na odpoved službi zaradi miru v Cerkvi. Tedaj se je Inocenc lahko za stalno vrnil v Rim.

### Koncil sprave
.
Da bi odpravil posledice razkola in utrdil notranjo svobodo Cerkve nasproti vladarjem, je sklical in vodil Drugi lateranski koncil.

Na tem vesoljnem cerkvenem zboru so bili koncilski očetje res temeljiti: odstranili so protipapeža in vse škofe, ki jih je on posvetil. Po Francoskem so celo iskali oltarje, ki jih je on posvetil, ter jih podirali. 

Pod zavetje »Božjega miru« so postavili vse popotnike, kmete in trgovce. Vsak razbojnik ali velikaš, ki bi jih napadel in oropal, bi zapadel v cerkveno izobčenje. Krščanski vladarji so morali take preganjati in kaznovati. 

### Rimska republika
Rimsko ljudstvo, ki se je že od 1140 upiralo, je 1142 oklicalo republiko ter izvolilo konzule in senat.

## Vpliv na slovensko ozemlje
V času papeža Inocenca II. sta na Slovenskem nastali dve pomembni redovni naselbini: v Gornjem gradu in v Stični. Za časa klinijske obnove je nastalo na obrobju slovenskega narodnostnega ozemlja že več benediktinskih samostanov:  Štivan pri Trstu pred 7. stoletjem, Osoje pred 1028, Možac 1085, Rožac 1085, Millstatt 1091, Št. Pavel 1091, Podklošter 1106 na Koroškem. Leta 1140 so benediktinci zgradili samostan v osrčju slovenskega prostora, v Gornjem gradu. Tega so kasneje uporabili pri ustanovitvi ljubljanske škofije. 

Dvanajsto stoletje imenujejo tudi »Bernardovo stoletje«. Takrat se je cistercijanski red – reformirani benediktinci- naglo širil; po letu 1130 so prišli cistercijani v Stično. Okoli leta 1136 jim je oglejski patriarh Peregrin izročil zelo obsežno župnijo Šentvid, »naj jo bratje oskrbujejo, spovedujejo, pridigajo, mašujejo, dele zakramente, previdevajo bolnike«.
Stična je kaj kmalu postala močno versko, duhovno, kulturno in gospodarsko središče, ki je skozi več stoletij po svojem pomenu presegalo Ljubljano. V Stični je bila od 16. do 18. stoletja edina glasbena šola na Slovenskem.

## Smrt
Papež Inocenc II. je umrl 24. septembra 1143 v Rimu  (Italija, Papeška država, Sveto rimsko cesarstvo). 

Pokopan je v Cerkvi sv. Petra v Rimu